# Mlađan Šilobad
Mlađan Šilobad (in serbo Млађан Шилобад?; Sombor, 6 luglio 1971) è un ex cestista jugoslavo.

## Palmarès
- YUBA liga: 1

Partizan Belgrado: 1991-92
- YUBA liga: 2

Partizan Belgrado: 1994-95, 2003-04
- Campionato finlandese: 1

Espoon Honka: 2000-01
- Coppa di Jugoslavia: 1

Partizan Belgrado: 1992
- Coppa di Jugoslavia: 3

Partizan Belgrado: 1994, 1995
FMP Železnik: 1997
- Coppa dei Campioni: 1

Partizan Belgrado: 1991-92